# Anna Sibyla Těšínská
Anna Sibyla Těšínská (narozena 24. června 1573 v Těšíně, zemřela okolo roku 1602) – těšínská kněžna z rodu Piastovců (Těšínská větev Piastovců).

## Život
Anna Sibyla Těšínská byla dcerou Václava III. Adama Těšínského (1524–1579) a jeho druhé ženy Sidonie Kateřiny Sasko-Lauenburské (1552–1594). Vyznáním byla luteránka.
Jako jediná ze tří sester se dožila dospělého věku, spolu se svým bratrem Adamem Václavem Těšínským. Do roku 1573 byla vychovávána na těšínském knížecím dvoře. Poté na dvoře v Sasko-lauenburské vévodství. V únoru 1586 se její matka podruhé vdala za Emericha III. Forgáče. To právě on byl tvůrcem plánů provdání Anny Sibyly za Sedmihradského knížete Zikmunda Báthoryho (1572–1613), bratrance zemřelého polského krále Štěpána Báthoryho (1533–1586). Vlivem císaře Rudolfa II., kterému byli těšínští Piastovci poslušni, se 6. srpna 1595 stala ženou Zikmunda Báthoryho Rudolfova sestřenice Marie Kristýna Rakouská (1574–1621). 
Další osud Anny Sibyly není znám. Podle zápisů z let okolo 1602 pobývala do konce života u svého mladšího bratra Adama Václava, stále jako neprovdaná žena.